# Citroën GS Camargue
La Citroën GS Camargue è una concept car basata sulla Citroën GS, realizzata da Bertone nel 1972.

## Il contesto

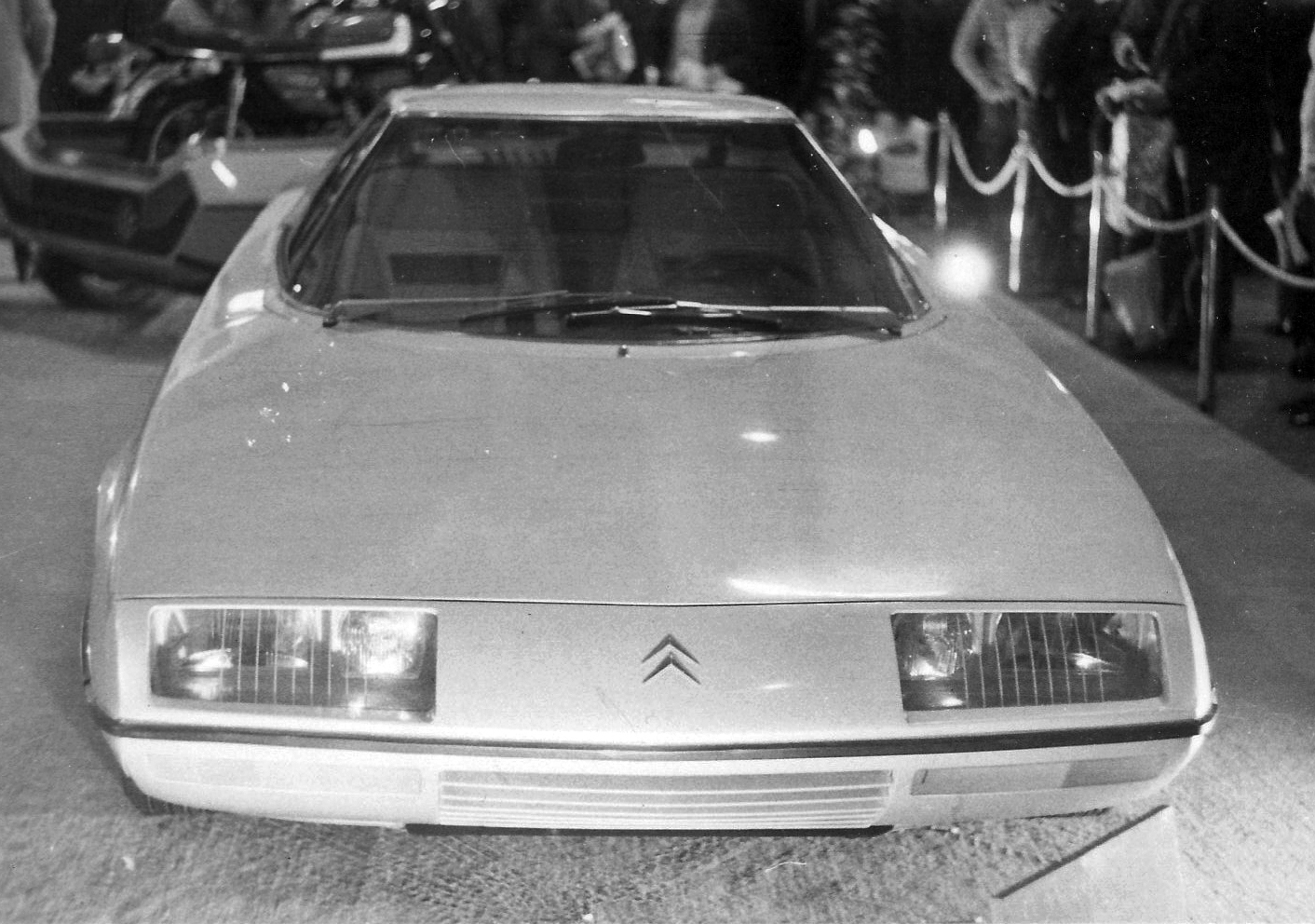
La Citroën Camargue al Salone di Londra nel 1972

È stata presentata per la prima volta al Salone dell'automobile di Ginevra nel 1972 e a quello di Londra nello stesso anno. 
È stata la prima Citroën realizzata in collaborazione con Bertone. Il disegno è stato firmato da Marcello Gandini e alcuni dei suoi tratti stilistici verranno poi riportati sulla successiva Citroën BX. La vettura è una coupé a due porte in configurazione 2+2. Mantenendo la lunghezza invariata, è più larga di 6 cm e più bassa di 2 cm rispetto alla GS di serie.
Il nome deriva dalla Camargue, territorio situato a sud di Arles, in Francia.
Nel 2015 è stata inserita nel lotto di autovetture destinate alla vendita all'asta in seguito al fallimento della Bertone stessa.